# Chariots of Fire
Chariots of Fire (Brasil: Carruagens de Fogo / Portugal: Momentos de Glória) é um filme britânico de 1981, do gênero drama, dirigido por Hugh Hudson.
A música-tema do filme, composta pelo grego Vangelis, tornou-se o hino oficial de todas as maratonas e maratonistas ao redor do mundo.

## Sinopse
O filme mostra a preparação da equipe olímpica de atletismo da Grã-Bretanha para os Jogos Olímpicos de 1924, em Paris.
As Olimpíadas de 1924, em Paris, se aproximam. Eric Liddell (Ian Charleson) e Harold Abrahams (Ben Cross) pretendem disputá-la, mas seguem caminhos bem diferentes. Liddell é um missionário escocês que corre em devoção a Deus. Já Abrahams é filho de um judeu que enriqueceu recentemente e deseja provar sua capacidade para a sociedade de Cambridge. Liddell corre usando seu talento natural, enquanto que Abrahams resolve contratar um treinador. Ambos seguem as eliminatórias sem problemas, até que uma das classificatórias de Liddell é marcada para o Domingo. Ele se recusa a competir, e diz ao príncipe de Gales, que não correria por ser este um dia santo. Percebendo a situação, um nobre oferece a Liddell sua vaga na disputa dos 400 metros. Ele aceita e vence a corrida, assim como Abrahams. A partir de então, os dois integram a equipe do Reino Unido para as Olimpíadas.

## Elenco
- Ben Cross .... Harold Abrahams
- Ian Charleson .... Eric Liddell
- Ian Holm .... Sam Mussabini
- Alice Krige .... Sybil Gordon
- Nicholas Farrell .... Aubrey Montague
- Cheryl Campbell .... Jennie Liddell
- John Gielgud .... Master de Trinity
- Lindsay Anderson .... Master de Caius
- Nigel Havers .... Lord Andrew Lindsay
- Daniel Gerroll .... Henry Stallard
- Nigel Davenport .... Lord Birkenhead
- Brad Davis .... Jackson Scholz
- Patrick Magee .... Lorde Cadogan

## Principais prêmios e indicações
Oscar 1982 (Estados Unidos)
- Venceu na categoria de Melhor filme, Melhor roteiro original (Colin Welland), Melhor figurino (Milena Canonero) e Melhor trilha sonora (Vangelis).
- Indicado/nomeado nas categorias de Melhor diretor (Hugh Hudson), Melhor Ator coadjuvante/secundário (Ian Holm) e Melhor edição (Terry Rawlings).

BAFTA 1982 (Reino Unido)
- Venceu nas categorias de Melhor filme, Melhor ator coadjuvante/secundário (Ian Holm) e Melhor figurino.
- Vangelis foi indicado/nomeado ao Prêmio Anthony Asquith de Melhor música para cinema.
- Indicado nas categorias de Melhor direção, Melhor edição, Melhor fotografia (David Watkin), Melhor roteiro, Melhor direção de arte, Melhor som e Melhor ator coadjuvante (Nigel Havers).

Festival de Cannes 1981 (França)
- Venceu na categoria de Melhor ator coadjuvante (Ian Holm).
- Hugh Hudsons recebeu o Prêmio do Júri Ecuênico – Menção especial.
- Indicado à Palma de Ouro.

Globo de Ouro 1982 (Estados Unidos)
- Venceu na categoria de Melhor filme estrangeiro.

Prêmio NYFCC 1981 (Estados Unidos)
- Venceu na categoria de Melhor fotografia.

Academia Japonesa de Cinema 1983 (Japão)
- Venceu na categoria de Melhor Filme em língua estrangeira.